# Cueta neglecta
Cueta neglecta is een insect uit de familie van de mierenleeuwen (Myrmeleontidae), die tot de orde netvleugeligen (Neuroptera) behoort. 
Cueta neglecta is voor het eerst wetenschappelijk beschreven door Navás in 1932.